# Anthene juanitae
Anthene juanitae là một loài bướm thuộc họ Lycaenidae. Loài này có ở châu Phi.
Sải cánh khoảng 25 mm đối với con đực và 27–29 mm đối với con cái.